# Георгій де Буондельмонті
Георгій де Буондельмонті (італ. Giorgio de' Buondelmonti, грец. Γεώργιος Μπουοντελμόντι; 1404 — 1453) — 12-й володар Епірського деспотату в 1411 році.

## Життєпис
Походив зі знатного флорентійського роду Буондельмонті. Син Ісава, деспота Епіру, і Євдокії Балшич (доньки зетського князя Джураджа I). Народився в Яніні близько 1404 року.
6 лютого 1411 року після смерті батька був оголошений новим деспотом. Фактична влада зосередилася в його матері. Остання для зміцнення власного становища вирішила вийти заміж за сербського аристократа. Невдоволена знать 26 лютого 1411 року вчинила заколот, поваливши Георгія та його мати. Владу було передано небожу деспота Ісава — Карло Токко.
Подальша діяльність Георгія невідома. Є окремі відомості про нього в офіційних документах Дубровницької республіки. Помер 1453 року.